# Taksim

Bandera de la República Turca del Norte de Chipre.

El término taksim, que en idioma turco significa "división", se convirtió en grito de guerra y objetivo político–estratégico de la comunidad turcochipriota desde inicios de la década de 1950. Propugnaban la partición de Chipre como forma de obtener seguridad y paz para dicha comunidad, ya que permitiría a la comunidad turca vivir de forma independiente de la grecochipriota, evitando permanecer en minoría dentro de un estado grecochipriota.
Una herramienta fundamental para esta política sería la organización paramilitar turco–chipriota Turk Mukavemet Teskilati (TMT), creada en la década de 1950, que recibió armamento y apoyo desde Turquía[cita requerida].
En 1960, la República de Chipre fue establecida como Estado independiente, siendo garantes Grecia, Turquía y el Reino Unido. La isla comprendía a las comunidades grecochipriota, turcochipriota, armenia y maronita.
En diciembre de 1963 la lucha interétnica provocó la separación de las comunidades turcas y griegas. Como resultado, los turcochipriotas debieron dejar el gobierno y migrar a enclaves diseminados por todo Chipre.
La situación de enfrentamiento interétnico continuó hasta el intento de golpe de Estado contra el gobierno de Makarios III del 15 de julio de 1974, cuando un grupo de oficiales grecochipriotas partidarios de la Enosis (unión política y cultural con Grecia) y de la Dictadura de los Coroneles trató de derrocarle.
Desde Turquía se reaccionó con una masiva invasión del norte de la isla (Operación Atila), tomando el 37 % del territorio chipriota. A partir de entonces, la división de la isla sería un hecho. El 15 de noviembre de 1983 la zona de la isla tomada por los turcos declaró su independencia y adoptó el nombre de República Turca del Norte de Chipre, que no sería reconocida más que por la propia Turquía y por la Organización para la Cooperación Islámica.